# Tristano di Montepeloso
Tristaino (fl. XI secolo) è stato un cavaliere medievale normanno che compare nella prima metà del secolo XI al seguito della casata Altavilla nel territorio della valle del Bradano, in particolare a Montepeloso (Irsina).
Questo territorio è teatro nel 1043 di una battaglia tra l'esercito bizantino e le forze normanne, che risultano vincenti e, pertanto, la città passa sotto il dominio normanno. 
Tristaino faceva parte del gruppo di condottieri che, al principio del 1043, partecipa al parlamento generale dei baroni Longobardi e Normanni indetto a Melfi da Guaimario V, principe Longobardo di Salerno, da Rainulfo Drengot, Conte di Aversa, e da Guglielmo I d'Altavilla. Tutti offrono un omaggio come vassalli a Guaimario, che riconosce a Guglielmo I d'Altavilla il primo titolo di conte di Puglia. Nasce, così, il nuovo Stato normanno denominato contea di Puglia, un territorio non omogeneo, acquisito dal clan Altavilla a "macchia di leopardo". L'intera area, ad eccezione di Melfi, viene suddivisa in dodici baronie, costituite a beneficio dei capi normanni ed assegnate nei territori di Capitanata, Apulia e Irpinia, fino al Vulture-Melfese; infatti Melfi diviene sede della contea rimanendo così fuori dalla spartizione. Il centro della città di Melfi è diviso in dodici quartieri, in ognuno dei quali ciascun conte possiede un palazzo e controlla un settore dell'abitato. Il sovrano attribuisce i feudi secondo il rango ed il merito ed ognuno dei condottieri si dedicherà alla conquista di quanto concessogli. 
Secondo le cronache di Amato di Montecassino e di Leone Marsicano, Tristano diventò signore di Montepeloso. 
Come tutte le altre undici città confederate, la località è sede di Diocesi, in quanto i Normanni tendono a far coincidere la riorganizzazione religiosa con la giurisdizione amministrativa. 
Il secondo conte della città, dopo Tristaino, fu Goffredo, conte di Conversano.